# Federal Signal Thunderbolt

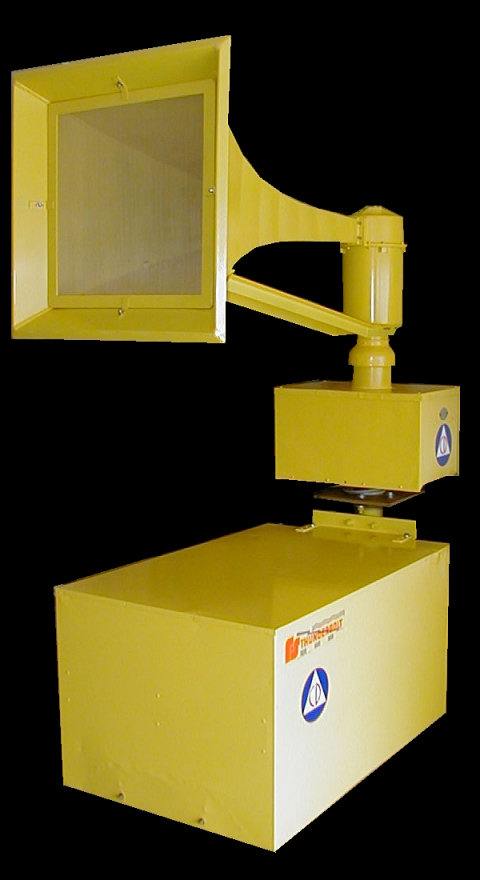
Syrena Thunderbolt

Thunderbolt – amerykańska syrena ostrzegawcza produkowana przez Federal Signal.

## Opis budowy
Syrena Thunderbolt składała się z trzech głównych komponentów: dmuchawy, urządzenia obracającego tubę syreny (rotatora) i tarczy syreny. Thunderbolt zaprezentowany został w 1952 roku i wycofany z produkcji w latach 90. Była reklamowana jako posiadająca stałą głośność niezależnie od wysokości tonu. Pod koniec roku 1988 Federal Signal przedstawiło jednotonową syrenę zwaną serią 2001, a Thunderbolt został wycofany w roku 1990.

## Odmiany
Były produkowane trzy modele, większość wydająca około 125 dB ciśnienia akustycznego w odległości 30m (100 stóp):
- model 1000 - jednotonowa syrena zdolna do nadawania dwóch sygnałów ("alert" i "attack"). (126dB przy 100 stopach - 30 m)
- model 1000T - dwutonowa wersja modelu 1000.
- model 1003 - dwutonowa wersja z dodaną możliwością wytwarzania tonu wysokiego lub sygnału pulsacyjnego z przebiegiem solenoidalnym.
- model 2000 - jednotonowa wersja modelu 1000 z zasilaniem benzynowym

Seria "System 7000" była następcą serii Thunderbolt.
Były dostępne 3 osobne modele:
- model 7012 - jednotonowa syrena zdolna do nadawania dwóch sygnałów ("alert" i "attack").
- model 7022 - taki sam jak Model 7012, lecz jest dwutonowy.
- model 7026 - wykorzystuje dwutonową syrenę Thunderbolt do wydawania sześciu sygnałów syreny: wail, pulsed steady, steady, alternating steady, alternating wail i pulsed wail.